# To Record Only Water for Ten Days
Albums de John Frusciante
Smile from the Streets You Hold
(1997) Shadows Collide with People
(2004)
To Record Only Water for Ten Days est le titre du troisième album solo de John Frusciante sorti en 2001. Contrairement à ses deux premiers albums, Niandra LaDes and Usually Just a T-Shirt et Smile from the Streets You Hold, Frusciante change de registre et explore les domaines de la synthpop et de la new wave.
L'album a été enregistré alors que John était complètement guéri de sa dépendance à l'héroïne et qu'il avait rejoint à nouveau les Red Hot Chili Peppers. Le chanteur a affirmé qu'il avait été inspiré par les nombreuses visions d'esprits qu'il avait eu à cette époque. Les paroles des chansons évoquent ce thème, parlent souvent de questions philosophiques et spirituelles et expriment tout le bonheur du guitariste d'avoir retrouvé un équilibre dans sa vie.
La chanson Remain figure dans un épisode de la première saison de 24 heures chrono (épisode 18 17:00-18:00). Murderers figure quant à elle dans une vidéo de skateboard nommée « Yeah! Right » par Girl Skateboard's (passage où figurent des skates invisibles).

## Titres de l'album
1. Going Inside 3:36
2. Someones 1:52
3. The First Season 4:13
4. Wind Up Space 1:59
5. Away and Anywhere 4:09
6. Remain 3:57
7. Fallout 2:10
8. Ramparts 1:11
9. With No One 3:32
10. Murderers 2:44
11. Invisible Movement 2:21
12. Representing 1:46
13. In Rime 2:13
14. Saturation 3:03
15. Moments Have You 3:30
16. Resolution (chanson bonus sortie uniquement au Japon)